# Челядиновское сельское поселение
Челядиновское сельское поселение (укр. Челядінівське сільське поселення, крымскотат. Тёбечик кой юрту, Töbeçik köy yurtu) — муниципальное образование в Ленинском районе Республики Крым России, на Керченском полуострове, на берегу Керченского пролива и Тобечикского озера.
Административный центр — село Челядиново.

## Население
| 2001 | 2014 | 2015 | 2016 | 2017 | 2018 | 2019 |
| ---- | ---- | ---- | ---- | ---- | ---- | ---- |
| 1058 | ↘881 | →881 | ↘859 | ↘848 | ↘838 | ↘817 |
| 2020 | 2021 |      |      |      |      |      |
| ↘797 | ↗904 |      |      |      |      |      |

## Состав сельского поселения
| № | Населённый пункт | Тип населённого пункта       | Население |
| - | ---------------- | ---------------------------- | --------- |
| 1 | Челядиново       | село, административный центр | ↘785      |
| 2 | Огоньки          | село                         | ↘96       |

## История
В советское время был образован Челядиновский сельский совет.
Статус и границы Челядиновского сельского поселения установлены Законом Республики Крым от 5 июня 2014 года № 15-ЗРК «Об установлении границ муниципальных образований и статусе муниципальных образований в Республике Крым».